# Mentalité de croissance
 (février 2025).
 (janvier 2025).
La mentalité de croissance est un concept développé par la psychologue américaine Carol Dweck, qui désigne une manière de penser selon laquelle les capacités et les talents humains peuvent être développés grâce à l'effort, à la persévérance et à l'apprentissage. Cette approche s’oppose à la mentalité fixe, qui considère que les aptitudes sont prédéterminées et immuables. Popularisée à travers des recherches et des ouvrages, notamment Mindset: The New Psychology of Success (2006), la mentalité de croissance est aujourd’hui appliquée dans divers domaines, comme l'éducation, le travail et le développement personnel.

## Origine et Développement du Concept.
Le concept de mentalité de croissance est le fruit des recherches menées par Carol Dweck et ses collègues dans le domaine de la psychologie sociale et éducative. Dweck a observé que les individus qui croyaient pouvoir améliorer leurs compétences grâce à l'effort étaient non seulement plus résilients face aux échecs, mais également plus performants dans leurs apprentissages. En 2006, elle a synthétisé ses travaux dans son livre Mindset: The New Psychology of Success, qui est devenu une référence internationale.
Dans ses études, Dweck a démontré que les croyances sur la malléabilité des aptitudes influencent directement la motivation, la persévérance et les performances. Ce concept a depuis été élargi pour inclure des applications pratiques dans des contextes variés, notamment dans l’éducation et les environnements professionnels.
La mentalité de croissance repose sur plusieurs principes fondamentaux :
- Les compétences sont évolutives : Contrairement à une vision statique des aptitudes, cette approche encourage l'idée que les capacités peuvent être développées par la pratique et l'apprentissage.
- L'échec est une opportunité d’apprentissage : Les erreurs sont perçues non comme des obstacles, mais comme des étapes nécessaires pour progresser.
- L’effort est valorisé : Plutôt que de chercher uniquement des résultats immédiats, la mentalité de croissance met l’accent sur l’investissement et l’amélioration continue.
- Le feedback est un outil précieux : Les critiques constructives sont accueillies comme une chance de s’améliorer, plutôt que comme une remise en question personnelle.

## Exemples Concrets
Voici quelques exemples concrets de personnalités :
- Thomas Edison : Lorsqu’on lui a demandé comment il avait surmonté des milliers d’échecs avant d’inventer l’ampoule, Edison a répondu : Je n’ai pas échoué 10 000 fois. J’ai trouvé 10 000 façons qui ne fonctionnent pas.
- Michael Jordan : Considéré comme l’un des meilleurs basketteurs de l’histoire, il a déclaré : J’ai échoué encore et encore dans ma vie, et c’est pourquoi j’ai réussi.
- Marie Curie : Malgré les défis et les dangers liés à ses recherches sur la radioactivité, elle est devenue la première femme à recevoir un prix Nobel, puis la seule à en recevoir deux dans des disciplines différentes.

### Applications Pratiques
En éducation, la mentalité de croissance est utilisée pour motiver les élèves et renforcer leur résilience. Des études ont montré que les élèves qui adoptent cette manière de penser sont plus enclins à persévérer face aux défis académiques et obtiennent de meilleurs résultats. Les enseignants peuvent promouvoir cette approche en valorisant l’effort, en encourageant les essais et en offrant des retours constructifs.
Dans les environnements professionnels, la mentalité de croissance favorise l'innovation et la collaboration. Les employés dotés de cette approche sont plus disposés à prendre des risques calculés, à apprendre de leurs erreurs et à accepter les retours pour s’améliorer. De nombreuses organisations intègrent ce concept dans leurs formations pour développer des équipes plus résilientes et flexibles.
La mentalité de croissance joue également un rôle central dans le développement personnel. En adoptant cette perspective, les individus apprennent à surmonter leurs peurs, à se fixer des objectifs ambitieux et à considérer les échecs comme des opportunités de grandir.

## Critiques et Limites
Bien que largement reconnue pour ses bienfaits, la mentalité de croissance n’échappe pas aux critiques. Certains chercheurs soulignent que son application peut être simpliste si elle ne prend pas en compte les facteurs externes, tels que les inégalités structurelles ou les contraintes environnementales. De plus, certaines entreprises ou écoles ont adopté ce concept de manière superficielle, sans réellement investir dans les pratiques nécessaires pour en tirer tous les avantages.